# Atelothrus stenopus
Atelothrus stenopus är en skalbaggsart som beskrevs av Sharp 1903. Atelothrus stenopus ingår i släktet Atelothrus och familjen jordlöpare. Inga underarter finns listade i Catalogue of Life.